# Paksy Mihály

A Rátót nemzetség címere

Pákosi Paksy Mihály (dictus Zemere) (fl. 1497-1515),  1509 és 1510 között szörényi bán, királyi udvarnok, földbirtokos.

## Élete
Az ősrégi kihalt Rátót nemzetségbeli nemesi pákosi Paksy család sarja. Apja Paksy László (fl. 1458–1487), tárnokmester, székelyi ispán, földbirtokos, nagyapja Paksy Imre (fl. 1417–1448), Tolna vármegye főispánja, földbirtokos volt.
1504-ben királyi udvarnok. 1509 és 1510 között szörényi bán. 1515. április 24-e körül elesett Szapolyai János hadjáratán Zsarnónál.

## Házassága és leszármazottjai
Feleségül vette Haraszty Anna (fl. 1504-1525) kisasszonyt, akinek a szülei Haraszthy Ferenc (fl. 1479-1533), 1479 és 1491 között szörényi bán, Arad vármegyei főispán, földbirtokos és nagylucsei Dóczy Zsófia voltak. Az anyai nagyszülei nagylucsei Dóczy László, szörényi bán 1462 és 1463 között, földbirtokos és guthi Országh Veronika voltak; Dóczy Lászlóné Országh Veronika egyik leánytestvérének a férje Giskra János (1400 körül – 1469 körül) cseh-morva származású zsoldosvezér volt. Dóczyné és Giskráné apai nagybátyja guthi Országh Mihály  (1410 körül – 1484) főkamarás, főkincstartó, ajtónállómester, Hunyadi Mátyás magyar király nádora volt. Paksy Mihály és Haraszty Anna frigyéből született:
- Paksy Imre (fl. 1475-1478), földbirtokos. Felesége: Héderváry Ágota (fl. 1475-1478). Gyermekük: Paksy Balázs (†Mohács, 1526. augusztus 29.), Győri egyházmegye püspöke, Győr vármegye főispánja, királyi tanácsos.[8]
- Paksy Gáspár (fl. 1516-1529), Arad vármegye főispánja 1527-ben, földbirtokos.